# Kniphofia foliosa
Kniphofia foliosa es una planta bulbosa de la familia Xanthorrhoeaceae. Es originaria de Etiopía.

## Descripción
Es una planta casi sin tallo; con hojas densamente copetudas, ensiformes, acuminadas, con quilla aguda; pedúnculo muy robusto, en racimo denso, oblonga; pedicelos muy cortos; brácteas oblongo-lanceoladas, la inferior en un cuarto de largo.; perianto amarillo, cilíndrica; lóbulos pequeños, ovados, obtusos; los estambres mucho exertos.

## Propiedades
La planta contiene el principio activo knipholona.

## Taxonomía
Kniphofia foliosa fue descrita por  Christian Ferdinand Friedrich Hochstetter y publicado en Flora 27: 31. 1844.
Sinonimia
- Kniphofia arussi Rendle
- Kniphofia densiflora Engl.
- Kniphofia quartiniana A.Rich.[5]